# Château Pavie-Macquin
Das Château Pavie-Macquin ist ein französisches Weingut und liegt im Bereich Saint-Émilion.  Es erzeugt Wein der Appellation Saint-Émilion Grand Cru und gehört in der Hierarchie der Rotweine von Saint-Émilion  seit 2006 als Premier Grand Cru classé B  der zweithöchsten Stufe an (siehe auch den Artikel Bordeauxwein (Klassifikation))  (siehe auch den Artikel Bordeauxwein (Klassifikation)).
Die Weinberge von Pavie-Macquin liegen auf dem Kalksteinplateau von Saint-Émilion. Weiter östlich liegt das bekannte Weingut Château Troplong Mondot und südlich schließt sich das Weingut Château Pavie-Decesse an.
Das Weingut im Eigentum der Familie Corre-Macquin verfügt über eine Rebfläche von 15,2 Hektar; das Durchschnittsalter der Rebstöcke liegt bei 35 Jahren. Die Bepflanzungsdichte beträgt 6.000 Rebstöcke pro Hektar. Die aktuelle Bepflanzung liegt bei 75 % Merlot, 20 % Cabernet Franc und 5 % Cabernet Sauvignon. Die jährliche Ausbringung liegt normalerweise bei ca. 35.000 Flaschen. Der Zweitwein heißt Les Chênes de Macquin.
Der bekannteste Besitzer war Albert Macquin, dem das Gut zum Ende des 19. Jahrhunderts gehörte: Macquin war Spezialist für das Veredeln und Aufpropfen von europäischen Edelreisern auf amerikanische Unterlags-Reben, die der Reblaus widerstanden. Heutzutage werden nach der verheerenden Reblaus-Katastrophe seit Ende des 19. Jahrhunderts u. a. im gesamten Bordelais nur noch Pfropfreben eingesetzt.
Die Qualität der Weine von Pavie-Macquin ist seit Ende der 1980er Jahre tadellos. Zuvor waren die Weine extrem ungleichmäßig, da das Gut ein sehr warmes, eigenes Mikroklimat hat, mit dem umzugehen man erst lernen musste.
Das Gut wird biodynamisch bewirtschaftet, was in Frankreich im Vergleich zu Deutschland weit häufiger geschieht, als diesen Umstand jeweils publik zu machen. Der Regisseur (Betriebsdirektor) des Gutes ist Nicolas Thienpont, der auch auf Vieux Château Certan agiert. Stephane Derenoncourt ist der eigentliche Winemaker im Keller, „Maitre de Chai“. Beraten wird das Gut vom bekannten Önologen Michel Rolland.

## Weblink
- Internetauftritt des Weingutes (französisch und englisch)